# Atheta promota
Atheta promota är en skalbaggsart som beskrevs av Thomas Casey 1910. Atheta promota ingår i släktet Atheta och familjen kortvingar. Inga underarter finns listade i Catalogue of Life.